# Murowanka (szkoła w Wawrze)

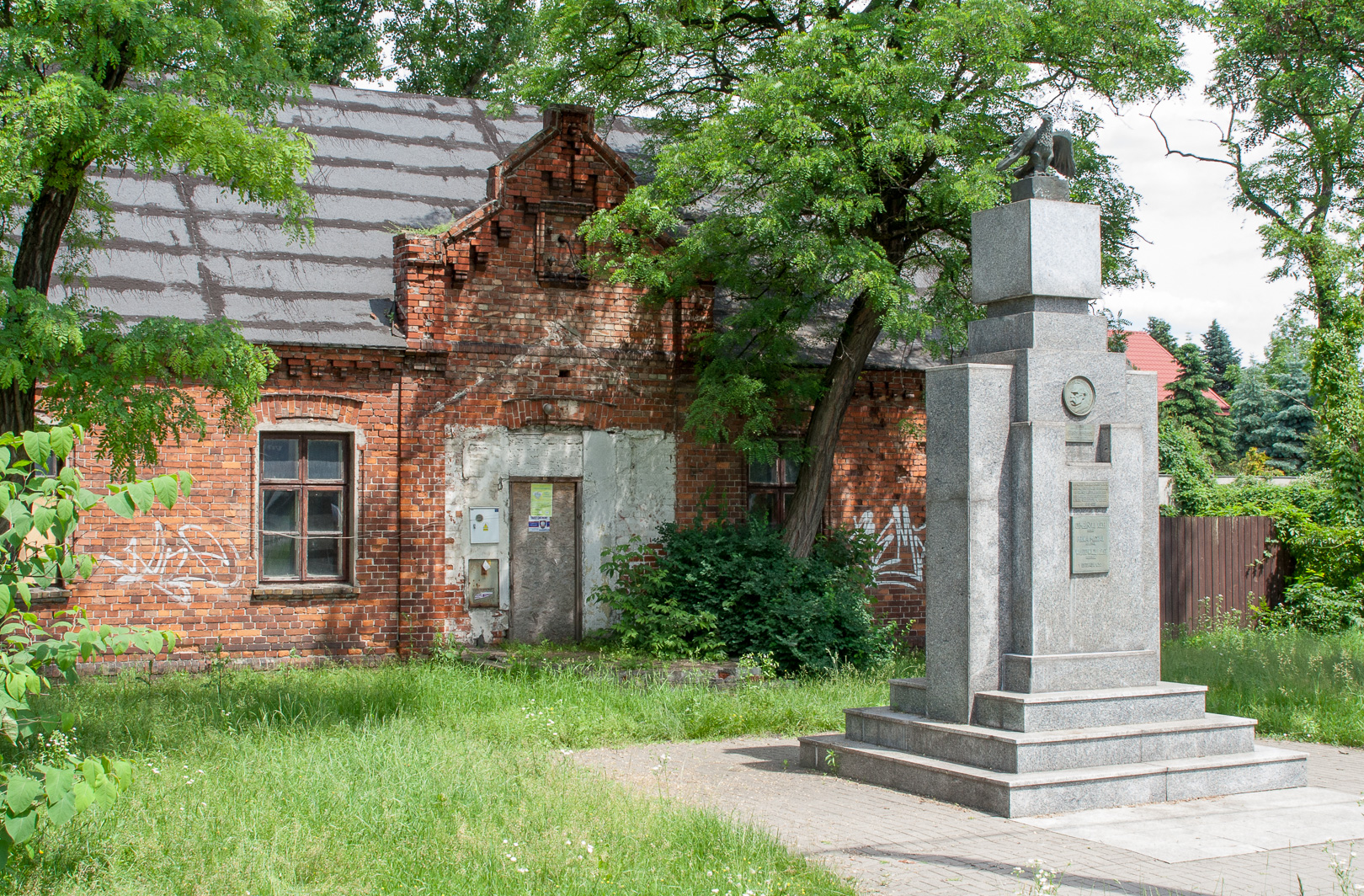
Murowanka przed remontem

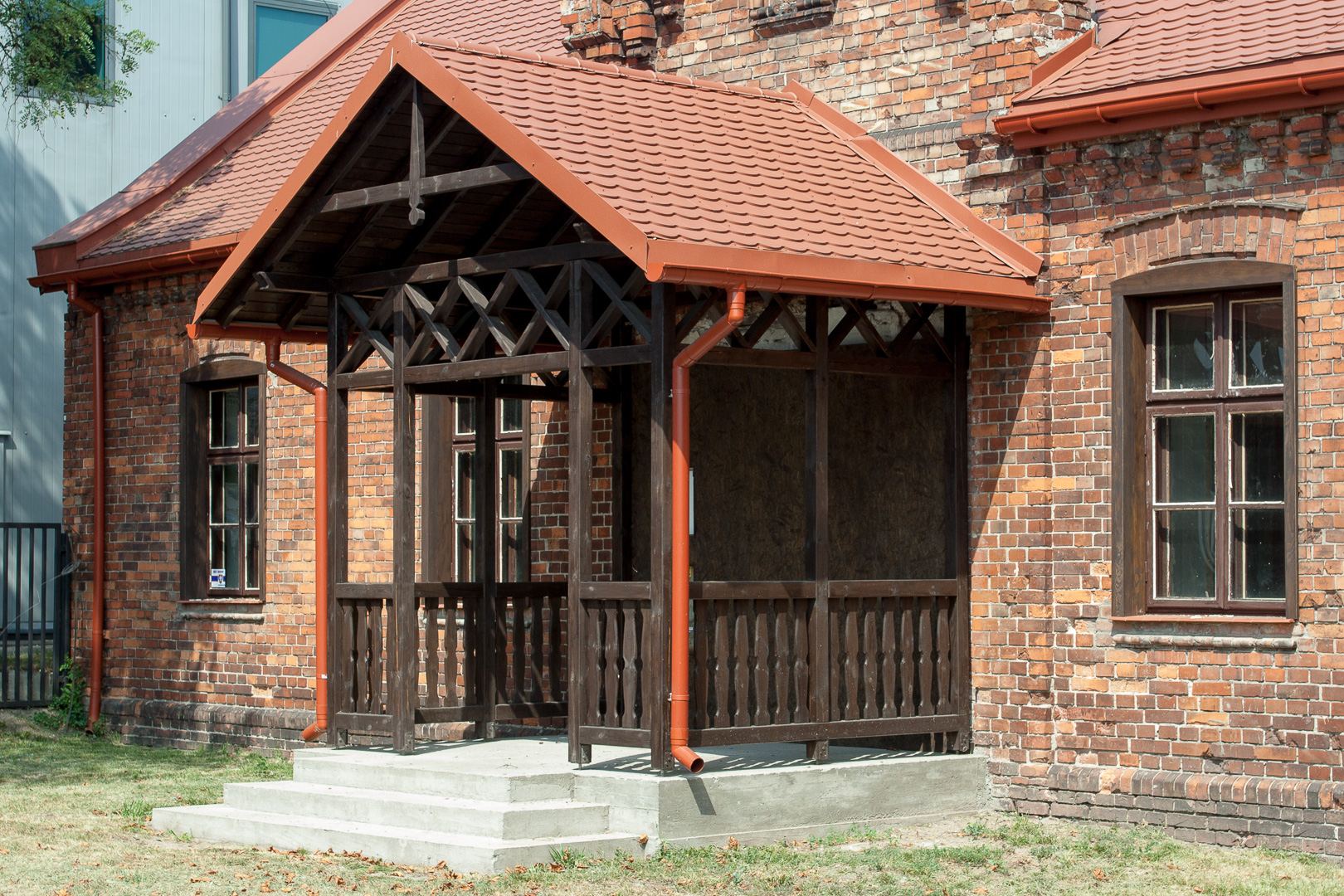
Murowanka – odtworzony ganek

Murowanka – zwyczajowa nazwa zbudowanego w 1903 roku z czerwonej cegły małego, parterowego budynku pierwszej szkoły w Wawrze, w którym zajęcia odbywały się do 1948 roku. Od 2019 został siedzibą Fundacji na rzecz Wielkich Historii.

## Opis budynku
Murowanka to niewielki parterowy budynek zbudowany z czerwonej cegły licówki tzw. grancówki. Jej dach dawniej był pokryty czerwoną dachówką. Wewnątrz znajdowała się tylko jedna duża izba lekcyjna oraz trzy małe pokoje, co najmniej na początku istnienia szkoły wykorzystywane na kancelarię szkolną i mieszkanie nauczycieli.
Obiekt jest wpisany do gminnej ewidencji zabytków Miasta Stołecznego Warszawy (ID 00016065).

## Otoczenie budynku
Murowanka została zbudowana w pobliżu starej karczmy (austerii) wawerskiej, znajdującej się po tej samej stronie ulicy. Tuż przy karczmie został postawiony w 1919 roku krzyż powstańczy, upamiętniający poległych żołnierzy pierwszej i drugiej bitwy pod Wawrem powstania listopadowego. Przed budynkiem Murowanki stoi odsłonięty w 1930 roku pomnik poświęcony Józefowi Piłsudskiemu i poległym w obronie ojczyzny w latach 1918–1920.

## Historia użytkowania

### Okres przed II wojną światową
Budynek przeznaczony na szkołę jednoklasową został zbudowany przy Szosie Warszawsko-Brzeskiej (obecnie ul. Płowiecka 77, dawniej 71) w 1903 roku dzięki staraniom obywateli Wawra, Gocławia i Zastowa.
Wcześniej dzieci kolonii Wawer uczęszczały do parafialnej Szkółki Elementarnej w Zerzniu leżącym w sąsiedniej gminie Zagóźdź, a potem aż do 1903 roku do utworzonej w 1872 roku pierwszej w gminie Wawer Ogólnoklasowej Szkoły na Grochowie (szkółka elementarna „Kazionnoje Sielskoje Grochowskoje Naczalnoje Ucziliszcze”). Mieściła się ona w drewnianym domku na Grochowskiej 76 (według dawnej numeracji), pomiędzy obecnymi ulicami Omulewską i Mlądzką. Grochów należał wtedy do gminy Wawer i został przeniesiony razem z kilkoma innymi osadami do Warszawy dopiero 1 kwietnia 1916 roku. Z kolei dopiero po II wojnie światowej z połączenia odrębnych dotąd gmin Wawer i Zogóźdź utworzona dzielnicę Wawer.
W latach 1903–1915, czyli do opuszczenia Warszawy przez Rosjan dzieci w Murowance były zmuszane do nauki w języku rosyjskim. Rocznie uczęszczało na zajęcia od 70 do 100 dzieci. Podczas pierwszych 10 lat istnienia ukończyły ją tylko 62 osoby.
W 1908 roku szkole nadano nazwę Jednoklasowej Gminnej Szkoły Początkowej w Wawrze.
Po odejściu Rosjan, z chwilą rozpoczęcia okupacji niemieckiej lekcje zaczęto prowadzić już po polsku, a nowym kierownikiem szkoły został Szymon Kurpiewski. Powiększył on wkrótce szkołę o trzy klasy. Sala była jednak tylko jedna, więc wszystkie dzieci uczyły się równocześnie, tyle że były podzielone na cztery oddziały zajmujące cztery równoległe rzędy.
W 1922 roku w szkole było aż około 300 uczniów i siedmiu nauczycieli (łącznie z kierownikiem, którym został wtedy Władysław Marciniak). W 1924 roku do Wawra przeniesiono część szkoły z Gocławia. Z powodu przepełnienia rozpoczęto wtedy wynajmować dodatkowe izby w sąsiednim budynku Sądu Pokoju. Szkoła znajdowała się w bardzo trudnej sytuacji finansowej. Rodzice, chcąc pomóc, zorganizowali zbiórkę pieniędzy, jednak udało im się zgromadzić jedynie 84 tysiące marek polskich na dwie i pół ławki.
W 1925 roku w związku z napływem dodatkowych uczniów z nowo utworzonego osiedla Anin szkoła rozrosła się do poziomu normalnej 7-klasowej Szkoły Powszechnej.
Do roku 1936 liczba uczniów pobierających naukę wzrosła do 1024. Pomimo wynajmowania nowych izb lekcyjnych w dawnym areszcie gminnym, tzw. „drewniaku”, lekcje musiały odbywać się na dwie zmiany. Nie było to łatwe, ponieważ światło doprowadzono do Wawra dopiero pod koniec 1938 roku.
W tej sytuacji obywatele Wawra zostali zmuszeni do rozpoczęcia budowy drugiej szkoły, którą usytuowano na ulicy Bohaterów 1863 r. (obecnie ul. Minerska 37). Jednak już dużo wcześniej, bo w 1925 roku z inicjatywy dyrektora Marciniaka powstał Komitetu Budowy Szkoły w Wawrze. Zawiązano też Towarzystwo Popierania Budowy Szkoły. Z pomocą przyszedł właściciel dóbr wilanowskich hrabia Adam Branicki, obiecując przekazanie 6605 metrów kwadratowych gruntu, a miejscowy społecznik, były sołtys i były wójt gminy Wawer Emil Wolfram oddał część swej parceli na szkolne boisko i sad. Uroczyste otwarcie odbyło się 28 października 1934 roku, przy lekceważącej nieobecności przedstawicieli inspektoratu szkolnego powiatu warszawskiego. Nową szkołę rozbudowywano aż do wojny.
Gdy w 1936 roku powstała druga szkoła, została ona „Szkołą Nr 2", natomiast Murowanka „Szkołą Nr 1". Szkoła Nr 2 (im. Marszałka Józefa Piłsudskiego) zajmowała nowy budynek i stary drewniak po areszcie gminnym, natomiast kierowana wciąż przez Marciniaka Szkoła Nr 1 Murowankę i pomieszczenia byłego Sądu Pokoju. Obydwie szkoły wykorzystywały wspólnie pomoce naukowe i inwentarz.

### Okupacja hitlerowska
W 1942 roku po długich staraniach uruchomiono szkołę zawodową w Wawrze, zajmującą obydwie szkoły. Prowadzono tu kursy zawodowe dla dzieci oraz naukę na poziomie gimnazjalnym. A pod przykrywką szkoły odbywało się na dużą skalę tajne nauczanie. Prowadzono je w ocalałych po bombardowaniu klasach Szkoły Nr 2, w budynku Murowanki, rozsianych po okolicy izbach szkolnych, prywatnych mieszkaniach, siedzibie Towarzystwa Żydowskiego Opieki nad Dzieckiem – drewnianej willi „Różyczka”, remizie Ochotniczej Straży Pożarnej. W klasach szkolnych i prywatnych mieszkaniach działał również tajny teatr.
Według niektórych źródeł podczas okupacji w Murowance urządzono dodatkowo za zgodą władz niemieckich muzeum powstań listopadowego i styczniowego. Miało ono służyć jako instrument propagandy antyrosyjskiej.

### Czasy powojenne

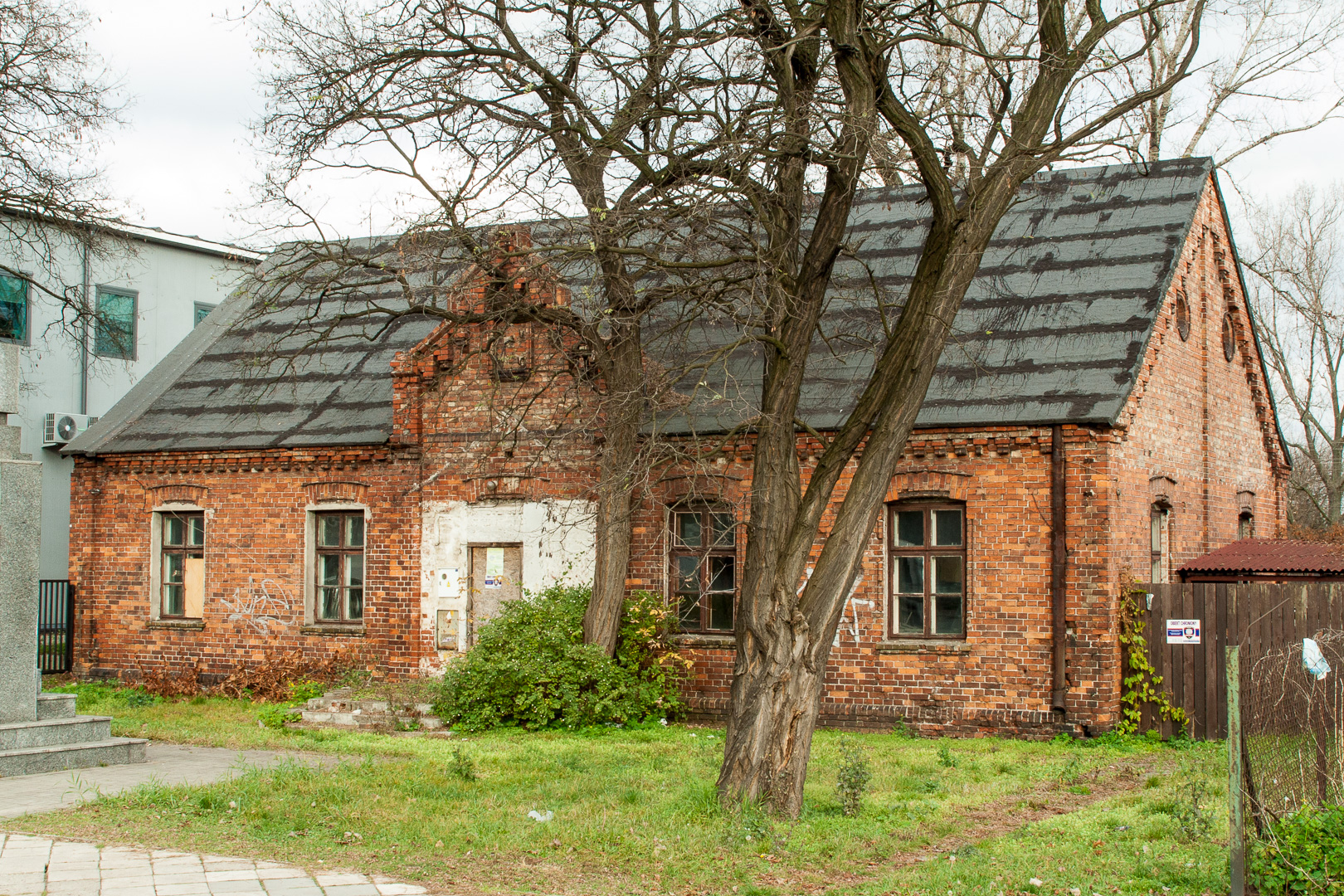
Murowanka przed remontem

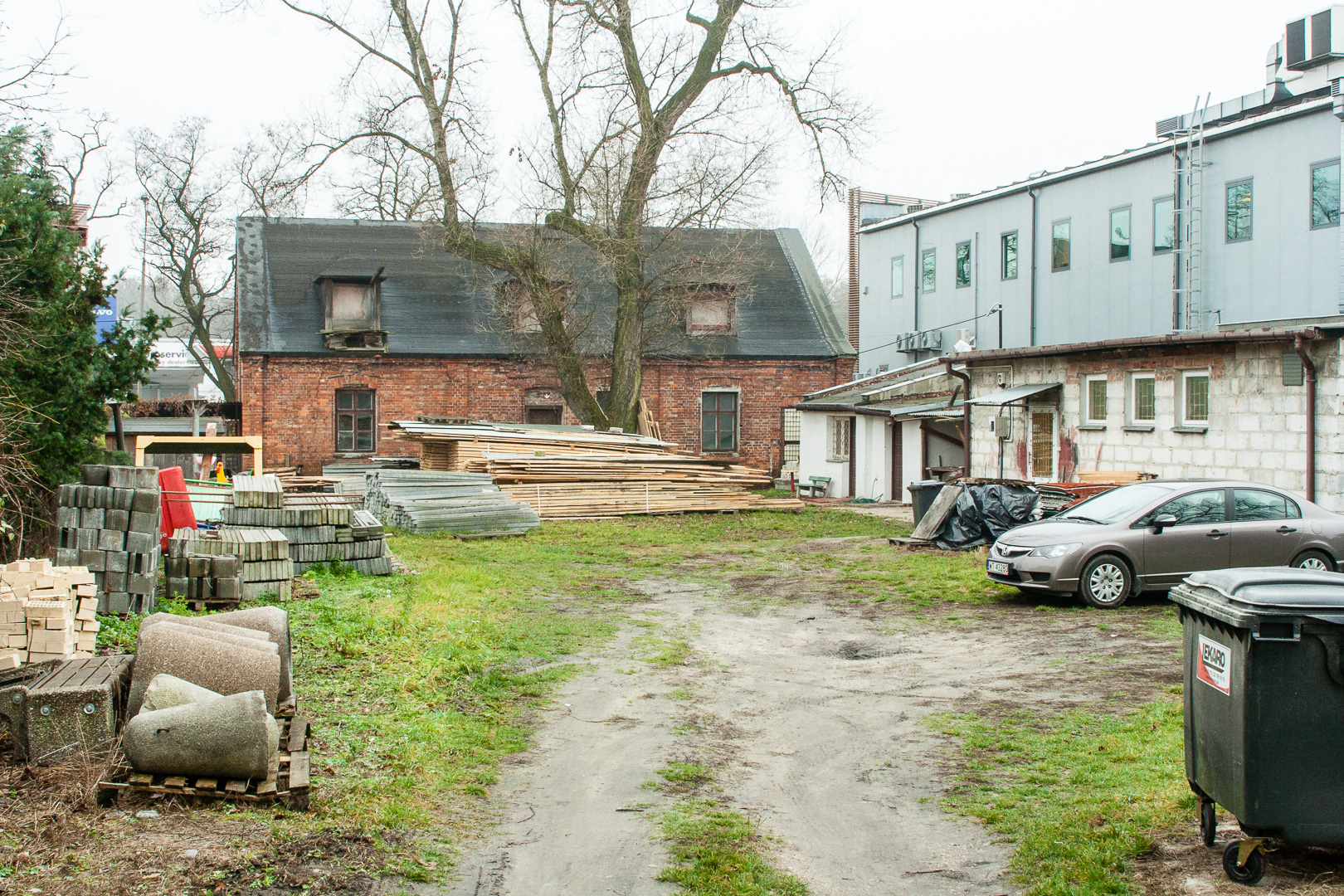
Murowanka od strony podwórka

Po zakończeniu okupacji hitlerowskie, już w 1944 roku uruchomiono ponownie obydwie szkoły. Zajęcia odbywały się w Murowance oraz w Fabryce Wyrobów Cukierniczych J. Bolesławskiego, prywatnym mieszkaniu, restauracji „Milusia” i filii na Wygodzie. 15 października 1948 roku zajęcia prowadzone przez Szkołę Nr 1 („Murowankę”) przeniesiono do gmachu Szkoły Nr 2, odbudowanego po całkowitym zniszczeniu w wyniku ponownego zbombardowania, a w 1954 roku do nowego budynku w Aninie na ul. M. Kajki, gdzie potem w wyniku jej połączenia z dwiema innymi szkołami powstała 11 letnia Szkoła Ogólnokształcąca Nr 26. Natomiast pozostała w Wawrze Szkoła Nr 2 została przemianowana na Szkołę Powszechną Nr 102.
Sama Murowanka była wykorzystywana jeszcze przez Szkołę Nr 1 przez kilkanaście powojennych lat do składowania pomocy naukowych i sprzętu sportowego, na stołówkę półkolonii letnich, 2 izby na mieszkanie emerytowanej nauczycielki.
W latach siedemdziesiątych w Murowance znajdował się dział techniczny WSS Społem.
Obecnie za budynkiem znajdują się magazyny wykorzystywane przez Zakład Gospodarowania Nieruchomościami w Dzielnicy Wawer m.st. Warszawy (ZGN Wawer) jako warsztaty.
Przez wiele lat Murowanka była w bardzo złym stanie. W 2008 przygotowano projekt rewitalizacji budynku zabytkowego przy ulicy Płowieckiej 77 i adaptacji na potrzeby Wawerskiego Towarzystwa Uniwersytetu Trzeciego Wieku i Galerii Sztuki. Ostatecznie remont budynku, wraz z przywróceniem przedwojennego wyglądu, zakończył się w 2017 roku. Przez kolejne dwa lata budynek stał jednak pusty.
W 2019 r. został on przekazany do użytku Fundacji na rzecz Wielkich Historii, zajmującej się popularyzacją historii i edukacją historyczną. Fundacja prowadzi w Murowance „digipunkt”, czyli punkt darmowej digitalizacji nagrań wideo, audio, zdjęć oraz dokumentów przynoszonych przez mieszkańców Warszawy. Od 2023 do 2025 w budynku działało prowadzone przez fundacją Muzeum z Klasą.